# Brillen-Ragwurz
Die Brillen-Ragwurz (Ophrys biscutella) ist eine Art der Gattung Ragwurzen (Ophrys) in der Familie der Orchideengewächse (Orchidaceae). Sie wird von manchen Autoren als Unterart Ophrys argolica subsp. biscutella (O.Danesch & E.Danesch) Kreutz eingestuft. Ein weiteres Synonym ist Ophrys crabronifera subsp. biscutella (O.Danesch & E.Danesch) Klaver & Kreutz. Diese Art ähnelt in der allgemeinen Erscheinung der Hornissen-Ragwurz (Ophrys crabronifera Sebast. & Mauri).

## Beschreibung
Diese mehrjährige krautige Pflanze erreicht Wuchshöhen zwischen 10 und 50 cm. Der Blütenstand besteht aus zwei bis zehn Blüten. Das Basalfeld ist nicht oder kaum heller gefärbt. Manchmal fehlen die Höcker. Das Mal besteht meist aus zwei querverbundenen Flecken und ist brillenförmig. Die roten Staminodalpunkte sind meist vorhanden. Die Brillen-Ragwurz unterscheidet sich von der Hornissen-Ragwurz (Ophrys crabronifera) durch die dunklere trapezförmige Lippe mit breitzipfelig ausladenden Seitenlappen.
Die Blütezeit erstreckt sich von April bis Mai.
Die Chromosomenzahl beträgt 2n = 36.

## Ökologie
Als Bestäuber wird die Biene Anthophora retusa angegeben.

## Standort und Verbreitung
Man findet diese Orchidee in lichten Wäldern, Garriguen und auf verbuschtem Magerrasen mit frischen meist kalk- selten schieferhaltigen Böden bis zu einer Höhe von 1300 m. Man findet diese Pflanzenart im Süden Italiens von der Provinz Cosenza nordwärts bis Salerno und Foggia.

## Taxonomie
Die Brillen-Ragwurz wurde 1970 von Othmar Danesch und Edeltraud Danesch in Die Orchidee (Hamburg) Band 21, Seite 358 als Ophrys biscutella erstbeschrieben. Das Art-Epitheton "biscutella" bezieht sich auf die Brillenschötchen (Biscutella), eine Gattung der Familie der Kreuzblütler (Brassicaceae), die brillenartige Schötchen entwickelt. Synonyme von Ophrys biscutella O.Danesch & E.Danesch sind Ophrys argolica subsp. biscutella (O.Danesch & E.Danesch) Kreutz und Ophrys crabronifera subsp. biscutella (O.Danesch & E.Danesch) Klaver & Kreutz.